# Archäologisches Nationalmuseum Venedig
Das Archäologische Nationalmuseum Venedig (italienisch Museo archeologico nazionale di Venezia) ist eine der Archäologie gewidmete Einrichtung am Markusplatz in Venedig, genauer, in den Procuratie Nuove. Das Museum, das bis ins frühe 16. Jahrhundert zurückreicht, erhielt seine Bestände vor allem aus Sammlungen einzelner Stifter. Diese Bestände, die Collezioni, verteilen sich auf rund 20 Säle. Zur Sammlung gehören vor allem griechisch-römische Objekte, aber auch etruskische, altorientalische und altägyptische.

## Geschichte, Sammlungen

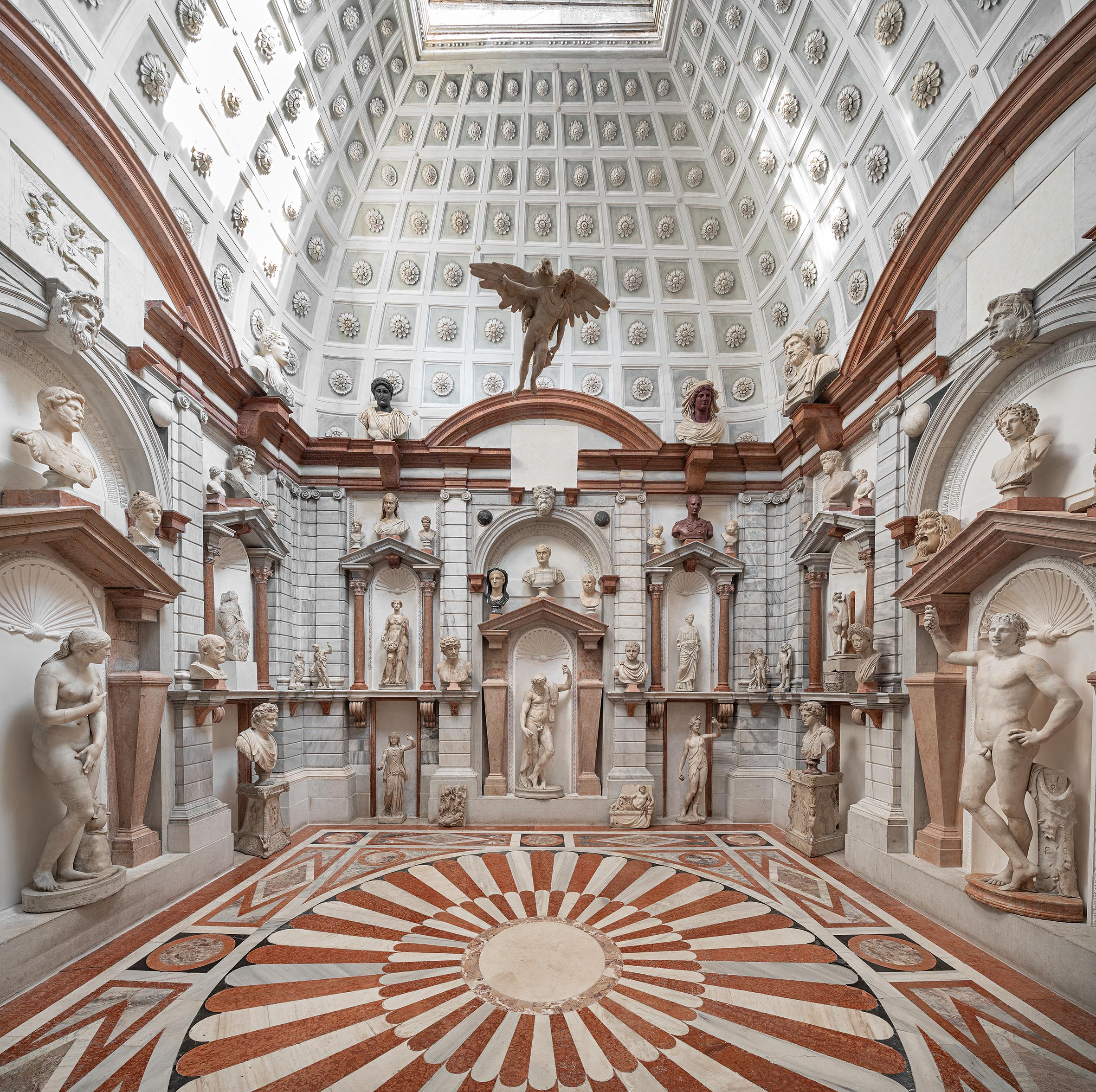
Die antiken Statuen der Sammlung Grimani in der Tribuna des Palazzo Grimani (2019)

1523 hinterließ Kardinal Domenico Grimani (1461–1523), Patriarch von Aquileia 1498–1517, der Republik Venedig aus seiner privaten Sammlung eine Gruppe antiker Skulpturen. Der überwiegende Teil der Sammlung stammte aus seiner Residenz nahe dem Quirinal in Rom. Sein Neffe Giovanni Grimani (1500–1593) widmete sich ab 1563 der Ausschmückung und Erweiterung der Säle im Familienpalast am venezianischen Campo Santa Maria Formosa. Seine Sammlung erhielt ihren Platz im Primo Piano. Dort wurden rund 200 griechische und römische Skulpturen im zentralen Saal („Tribuna“) aufgestellt. 1587 wurde auch diese Sammlung der Republik überlassen. Am 3. Februar 1587 kam man mit dem Senat überein, dass alle Marmorarbeiten in die Antisala der Libreria Marciana transferiert werden sollten. Nachdem 1593 Giovanni Grimani gestorben war, betraute der Senat Federico Contarini mit der Aufsicht über die Kunstwerke. Nach Abmachungen mit einigen der Neffen des Patriarchen kam es mit Unterstützung des Rates der Zehn dazu, dass einige der Werke im Grimani-Palast verblieben, während der Rest 1596 ins „Statuario pubblico“ verbracht wurde.
1683 kamen weitere Zuwendungen hinzu, wie etwa Medaillen durch Pietro Morosini oder 1795 Gemmen und Vasen durch Girolamo Zulian. Im 18. Jahrhundert stellte Anton Maria Zanetti (1680–1767) ein Inventar zusammen. Bis 1811 war die Gesamtbestand soweit angewachsen, dass ein Teil der Werke in den Dogenpalast verbracht werden musste.
Diese Kunstwerke wiederum wurden während des Ersten Weltkriegs nach Florenz in Sicherheit gebracht, um 1919 und 1920 wieder zurückzukehren. Die Werke wurden nun nach Epochen geordnet ausgestellt. Sie füllen heute zwanzig Säle. 

## Säle

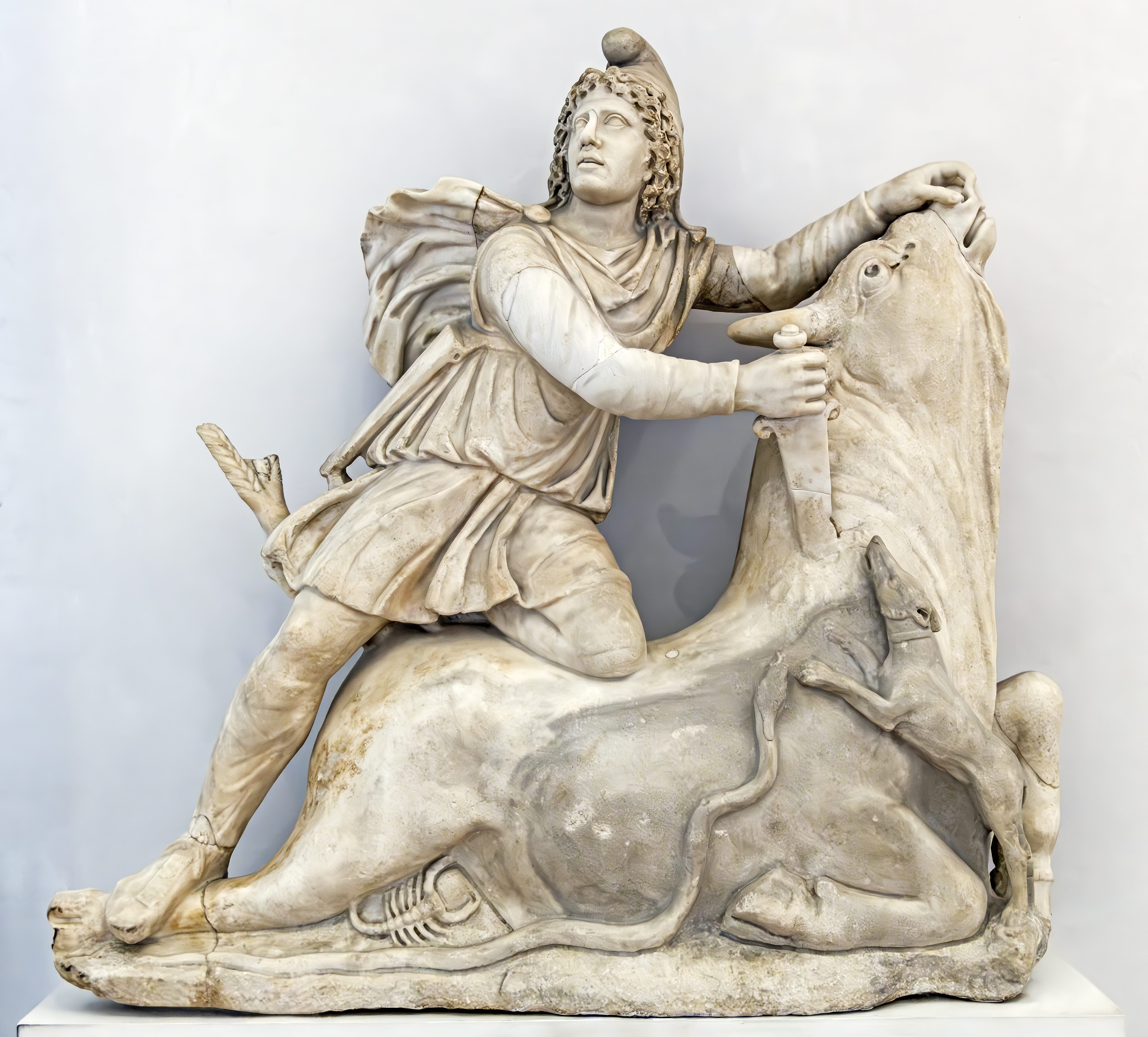
Mithras der einen Stier opfert, Ende 2./Anfang 3. Jahrhundert

Saal I birgt griechische Inschriften, aber auch römische Werke. Einige Inschriften stammen von Kreta, darunter Bündnisverträge zwischen Städten der Insel aus der Zeit zwischen 205 und 108 v. Chr. Einige dieser Inschriften stammten aus venezianischen Häusern, in denen sie vermauert worden waren. Hinzu kommen zwei Grabmäler des 2. Jahrhunderts aus Attika, ein Fragment einer Kolossalstatue des 4. Jahrhunderts und ein Hochrelief mit einer Darstellung des Mithras, der einen Stier tötet, wobei die beiden letzteren aus Rom stammen. Sie waren Teil der 1795 an Venedig vermachten Sammlung des Girolamo Zulian (1730–1795). Auch findet sich ein Epigramm aus Paros zu Ehren des Sokrates aus dem 2. Jahrhundert n. Chr. Schließlich wird ein Relief mit floralen Motiven ausgestellt, das aus der Villa Hadrians in Tivoli stammt.

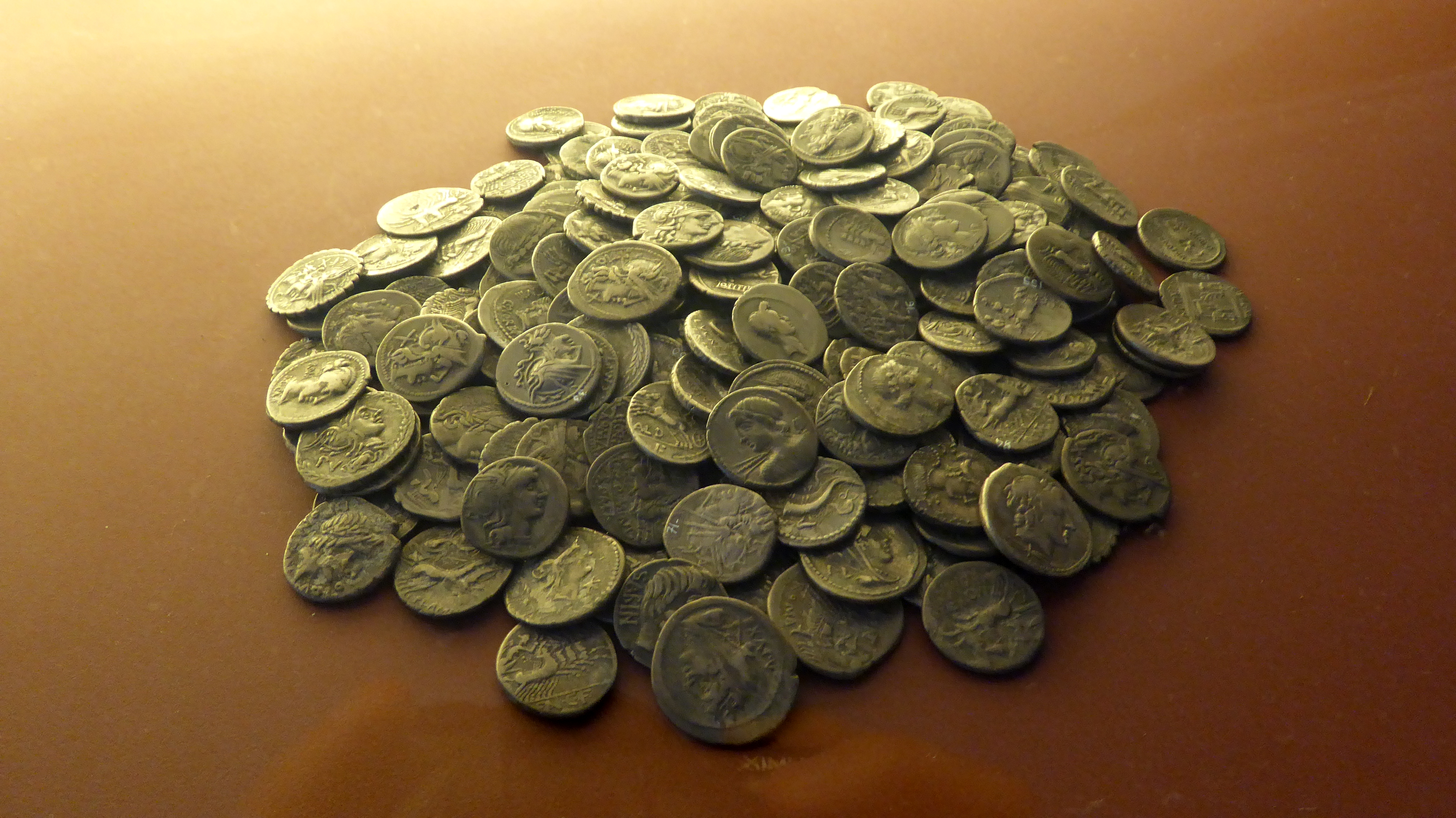
Der Meolo-Hort

Saal II birgt die numismatische Sammlung des Hauses, die aus mehr als 9000 Münzen besteht. Viele der griechischen Münzen stammen aus dem Museum San Donato von Zadar, aber auch viele Münzen der römischen Republik und aus der Kaiserzeit, sowie ostgotische und byzantinische Münzen finden sich in diesem Saal. Hervorzuheben sind lokale Hortfunde, wie der republikanischer Münzen aus Marteggia di Meolo, sowie von kaiserzeitlichen Bronzesesterzen aus Martellago. Nahe dem Durchgangsportal zu Saal III befindet sich eine Auswahl ägyptischer Amulette, darunter Talismane wie das Horusauge, ein Skarabäus und ein Djed-Pfeiler.
In Saal III befinden sich römische Kopien griechischer Statuen aus der 1. Hälfte des 5. Jahrhunderts v. Chr. Darunter sind eine Büste und eine kleine Statue der Aphrodite Sosandra (um 460 v. Chr.) des Bildhauers Kalamis. Die schreitende Artemis aus dem 1. Jahrhundert v. Chr. ist hingegen eine römische Arbeit in archaischem Stil, der zu dieser Zeit als besonders feierlich-sakral galt. Neben der Verbindungstür zu Saal IV befinden sich zwei Karyatiden. Dabei stammt die Statue zur Linken von Cres, sie befand sich im Eigentum von Giovanni Grimani. Die rechte Statue gelangte 1795 in die Sammlung durch Antonio Canova. Sie trägt in der Hand eine tragische Maske, die sie als Melpomene identifiziert, die Muse der tragischen Dichtung und des Trauergesangs.
In Saal IV werden einige der bedeutendsten Exponate ausgestellt, Frauenstatuen, die zwischen dem Ende des 5. und dem Beginn des 4. Jahrhunderts v. Chr. in Griechenland entstanden sind. Außer der Athena-Statue, die sich neben der Durchgangstür zu Saal III befindet, handelt es sich um Darstellungen der Göttin Demeter und ihrer Tochter Persephone. Sie stammen aus Kleinasien und von den Ägäisinseln.

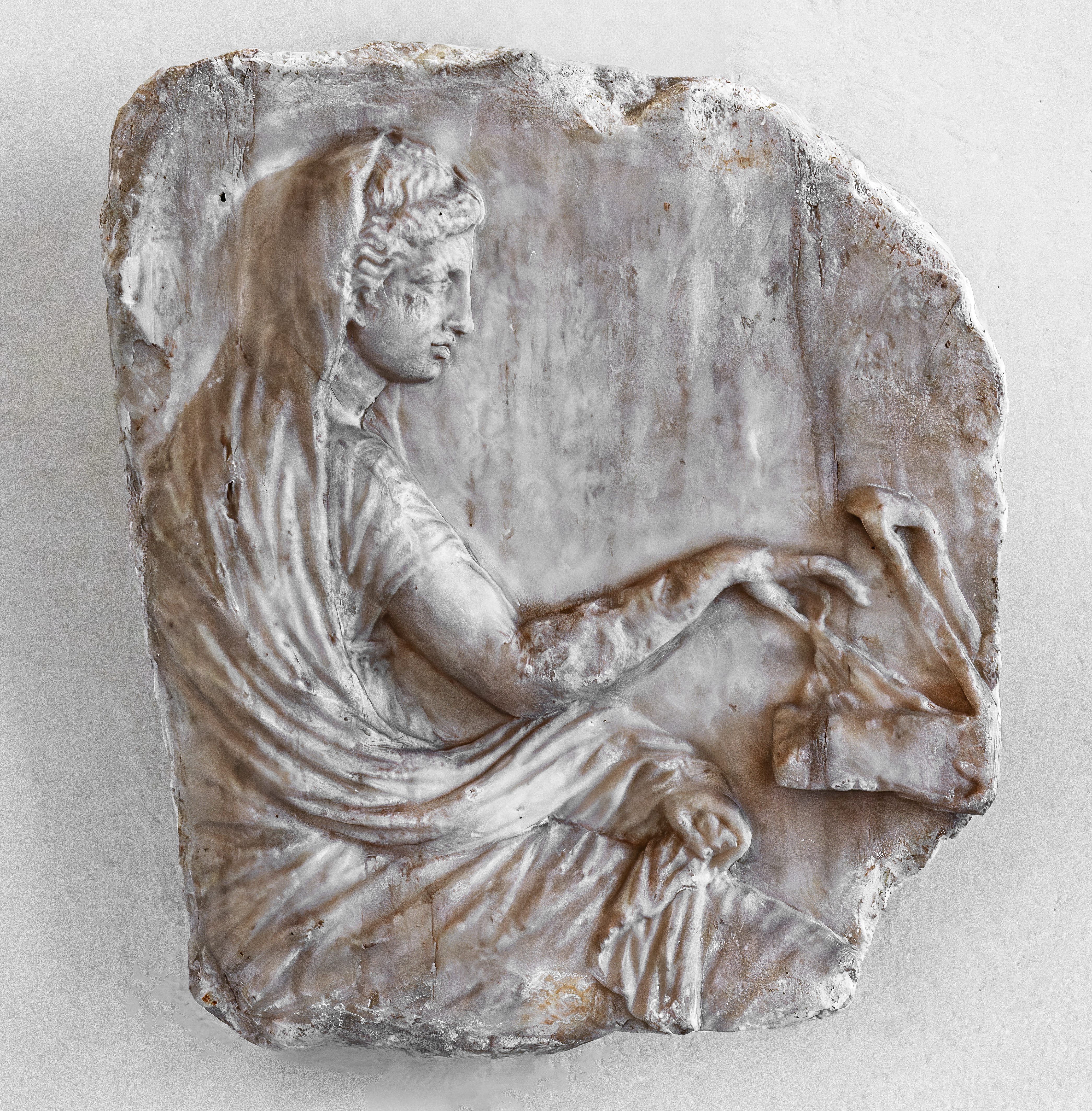
Fragment eines Grabreliefs: Junge Trauernde mit Haarschleier greift nach einem dargereichten Tuch, Ende 4. Jahrhundert v. Chr.

In Saal V finden sich griechische Originale und römische Kopien, die von den Meisterwerken der klassischen Zeit, dem 5. Jahrhundert v. Chr., inspiriert sind. An den beiden Seiten des Saales befinden sich zwei Büsten der Athena, Repliken einer Bronzearbeit des Kresilas aus der Zeit um 430 v. Chr. Die Kopie des Apollon Lykeios wurde für ein Athener Gymnasion geschaffen, die ursprünglich von Praxiteles stammte. Bei den griechischen Originalen befindet sich zwei Häupter der Athene, von denen eines von einem Werk des Phidias im Parthenon inspiriert ist, die zweite entstammt der Schule des Skopas aus dem 4. Jahrhundert v. Chr. Auch birgt der Saal Reliefs des 5. und 4. Jahrhunderts v. Chr. Das Fragment einer Grabstele aus Attika stellt eine junge, schleiertragende Frau dar.

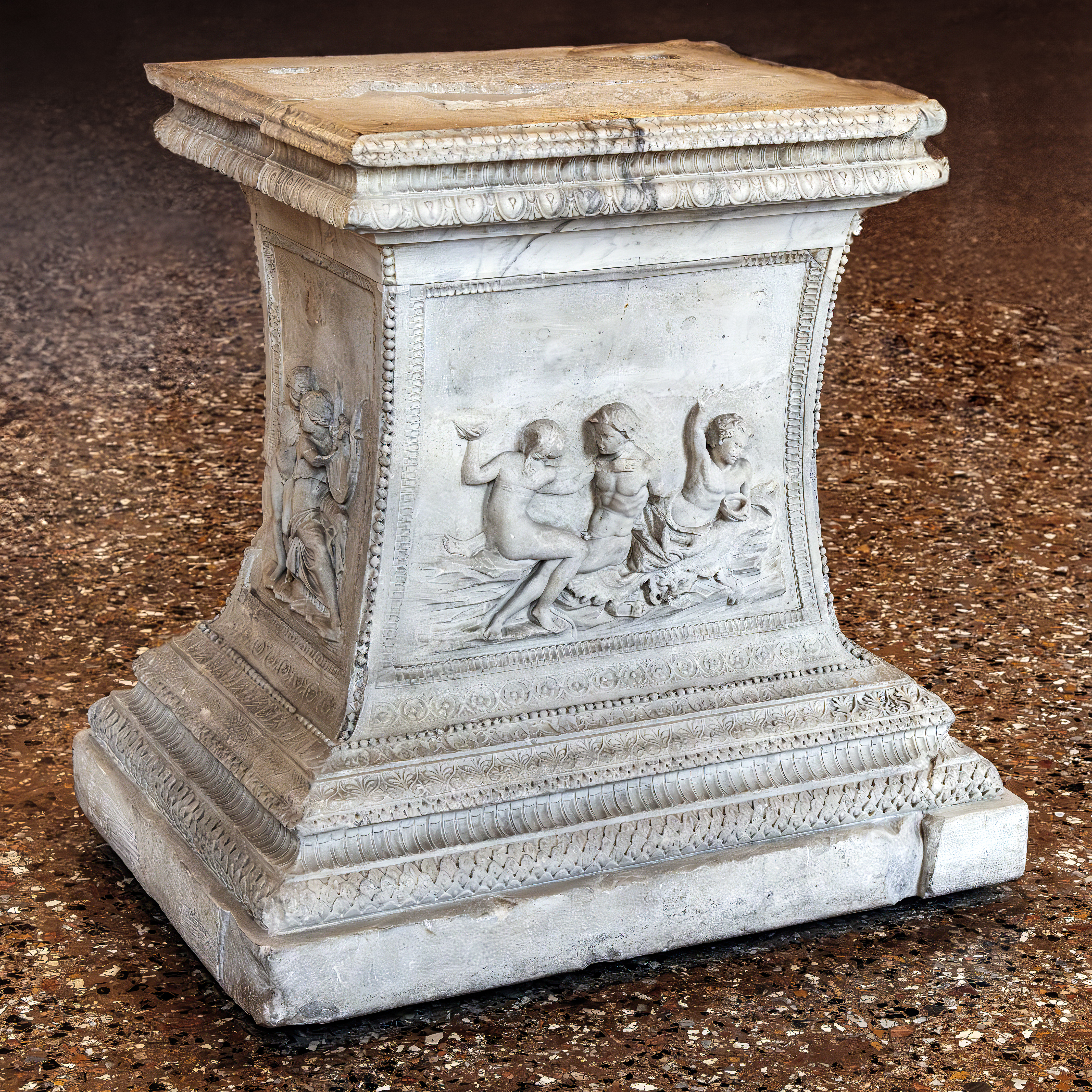
Die Ara Grimani

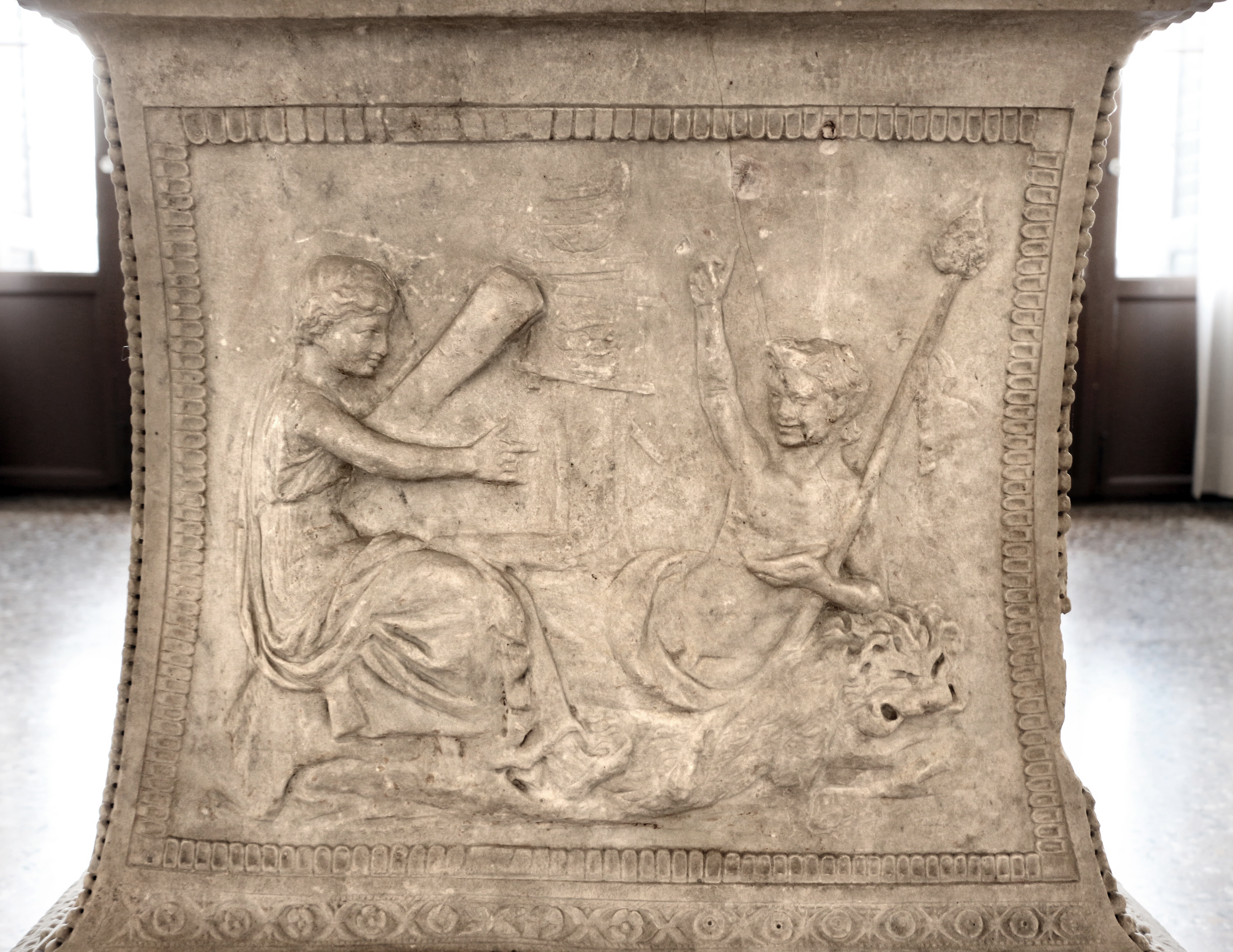
Ara Grimani

Mitten in Saal VI befindet sich die Ara Grimani, die aus Augusteischer Zeit stammt. Dabei handelt es sich nicht um einen Altar, wie der Name nahelegt, sondern vielmehr um die Basis einer Statue. Ihre Reliefs stellen Figuren aus dem Umkreis des Dionysos dar. Eine weitere Skulptur stellt Dionysios und einen Satyr dar. Zwischen den beiden Fenstern befindet sich eine Statue des bogenspannenden Eros. Dabei handelt es sich um die römische Kopie einer griechischen Bronze des Lysipp. Aus dem 4. bis 2. Jahrhundert v. Chr. stammen Fresken aus Kleinasien und Ägypten. Darunter befindet sich Ptolemaios III. Euergetes.

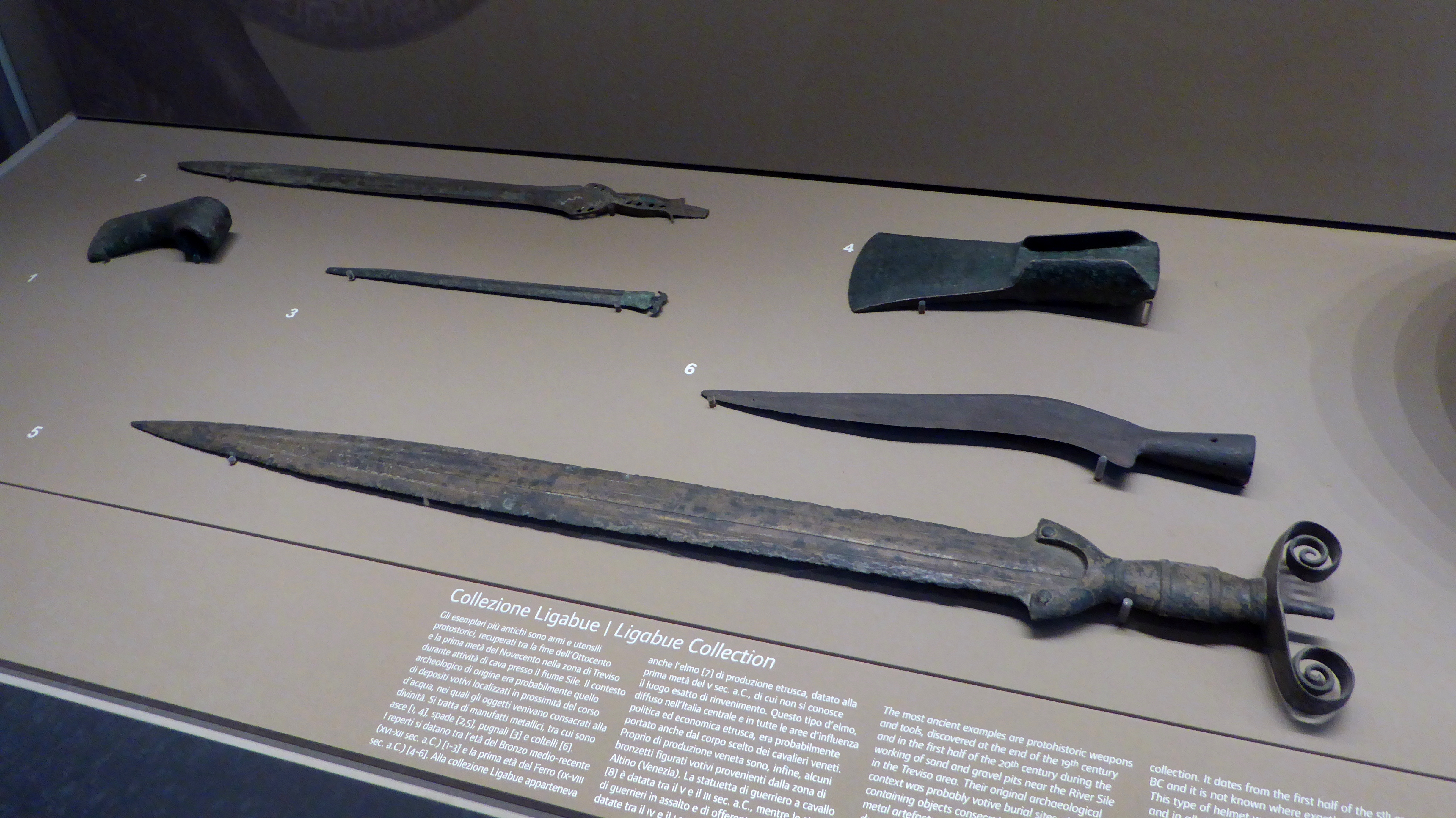
Eisenzeitliche Werkzeuge und Waffen, die am Sile entdeckt wurden.

Mit Saal VII gerät die Umgebung der Lagune von Venedig in den Blick. So finden sich dort aus der Sammlung Ligabue Objekte, wie ein Schwert (9.–8. Jahrhundert v. Chr.) und ein etruskischer Helm aus dem 5. Jahrhundert v. Chr. Von den römischen Werken des venezianischen Gebietes sind ein Gürtel aus Lova di Campagna Lupia hervorzuheben, sowie eine Statuette des Poseidon, die nahe dem Lido aus dem Wasser geholt worden ist. Im Saal befindet sich zudem ein Elfenbeinreliquiar des 5. Jahrhunderts aus Pula („Kästchen von Samagher“), sowie Luxusgüter aus der Sammlung Correr und des Museums des hl. Donatus von Zadar. Darunter befinden sich Schmuckstücke der Zeit zwischen dem 4. Jahrhundert v. Chr. und dem 1. Jahrhundert n. Chr., dazu eine Sammlung von Gemmen. Nummer 1 von ihnen ist der sogenannte Cammeo Zulian (1. Hälfte 2. Jahrhundert n. Chr.) mit einem Bildnis des Zeus. In derselben Vitrine befindet sich eine byzantinische Ikone des 10./11. Jahrhunderts und schließlich eine Silberplatte mit einer Darstellung des Bades der Athena (Ende 5./Anfang 6. Jahrhundert) aus Castelvint di Mel bei Belluno.
Saal VIII, der der hellenistischen Kunst gewidmet ist, birgt eines der berühmtesten Werke des Hauses, die Statue der Galater, die sich in der Mitte des Saales befinden. Sie sind Anfang des 16. Jahrhunderts in Rom entdeckt worden. Es handelt sich um römische Kopien einer der komplexesten Skulpturen der Antike, des „Kleinen attalidischen Weihegeschenks“ aus der Zeit der Attaliden. Das Meisterwerk wurde der Athena auf der Athener Akropolis gewidmet (zwischen 200 und 150 v. Chr.) Es feiert den Sieg über die Galater. Auch finden sich im Saal Statuen des Odysseus, Leda und der Schwan, sowie einer Muse, die im 16. Jahrhundert im Zuge einer Restaurierung zu einer Kleopatra umgearbeitet wurde.

Pompeius, augusteische Kopie eines Originals, das 70–60 v. Chr. entstanden war

Der große Saal IX birgt zwischen den beiden Fenstern ein Bildnis Sullas sowie einen Portraitkopf des Pompeius. Angeordnet im Uhrzeigersinn finden sich Augustus, Tiberius und Caligula, Trajan, Hadrian und Domitian. Später wurde dieser römische Stil seit der Renaissance so maßgeblich, dass entsprechende Büsten von Caesar (von Simone Bianco, fl. 1512–1553) oder Caracalla entstanden.

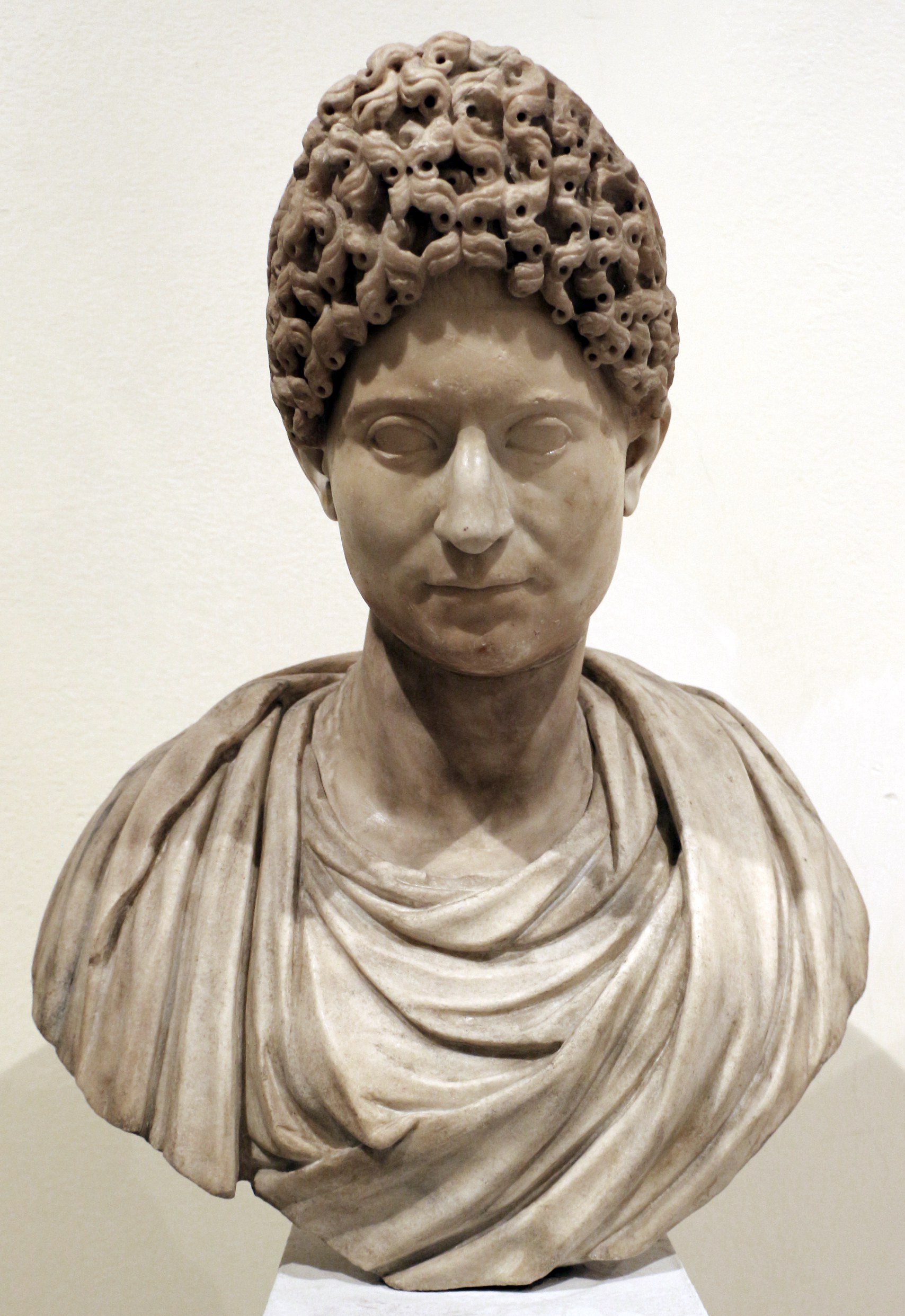
Flavierin, 4. Viertel 1. Jahrhundert

Saal X bietet römische Werke des 1. bis 3. Jahrhunderts, von denen viele in Rom durch venezianische Käufer des 16. Jahrhunderts erworben wurden, darunter Darstellungen Caracallas, des Lucius Verus, aber auch Darstellungen weiblicher Angehöriger des Kaiserhauses der Flavier.

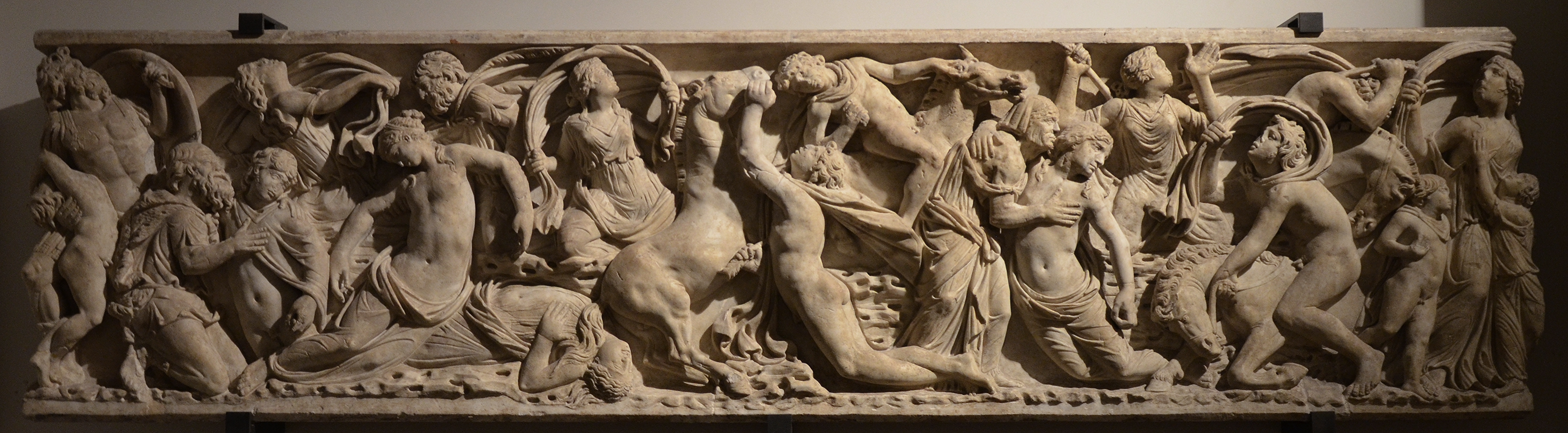
Der Tod der Kinder der Niobe, Frontseite eines römischen Sarkophags (2. Hälfte 2. Jahrhundert)

In Saal XI werden Reliefs der Kaiserzeit ausgestellt. Auch befindet sich dort ein Fragment eines attischen Sarkophags des 3. Jahrhunderts mit einer Seeschlachtszene, sowie der Tod der Kinder der Niobe, die von den Pfeilen des Apollo und der Artemis getroffen werden. Im Uhrzeigersinn folgen an den Wänden zwei Reliefs mit Putten, die zum sogenannten Thron des Saturn (2. Jahrhundert) gehören; daran schließt sich ein Grabrelief des 2. Jahrhunderts an, auf dem Herakles und Omphale zu sehen sind, die die Eigenheiten des verstorbenen Paares zeigen.
Die Säle XIII und XIV beherbergen Grabmonumente, Altäre und Urnen, in Saal XV werden Keramikarbeiten ausgestellt, die von Mykene über Griechenland bis Zypern reichen, aber auch Magna Graecia und Latium umfassen. Auch findet sich dort ein Fragment einer etruskischen Bucchero-Vase.
In Saal XVII finden sich Keilschrifttafeln aus der Zeit Nebukadnezars, dazu assyrische Reliefs mit Hof-, Kriegs- und Jagdszenen. Hinzu kommen ägyptische Werke aus der Zeit vor den Ptolemäern (712–332 v. Chr.).
Saal XVIII birgt wieder Frauenstatuetten, darunter griechische Originale aus der klassischen Zeit.

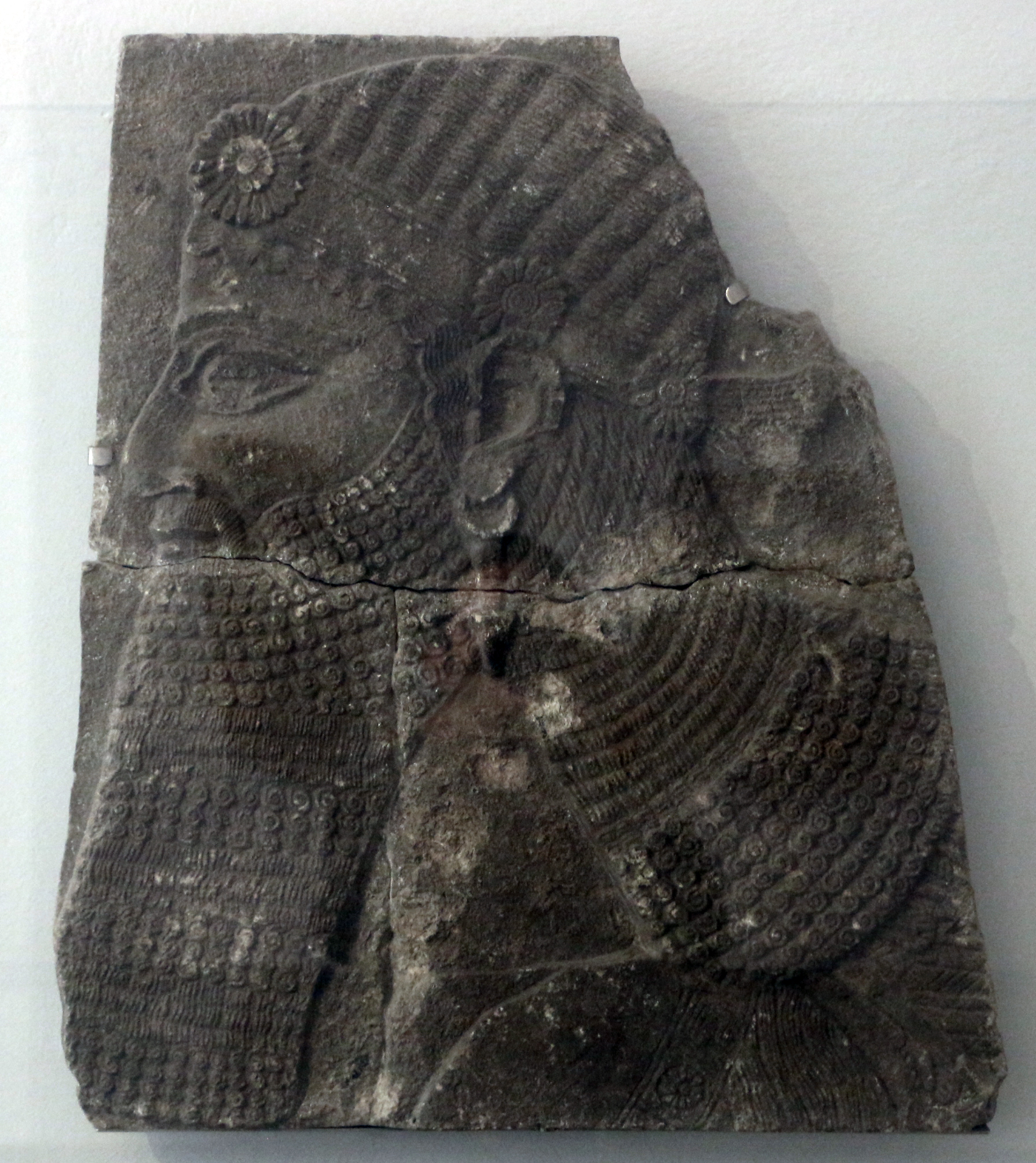
Assyrisches Relief, 2. Hälfte 8. Jahrhundert v. Chr.

In Saal XX befinden sich ebenfalls ägyptische und assyrisch-babylonische Werke, darunter zwei ägyptische Mumien (1.–2. Jahrhundert).